# Kim Harris
Kim Harris (* 11. Februar 1960 in Kopenhagen) ist ein dänischer Schauspieler.

## Leben
Kim Harris wuchs als Sohn des Schauspieler-Ehepaares Preben Harris und Bende Harris in Kopenhagen auf, wo er bis heute lebt. Er hat eine jüngere Schwester und einen jüngeren Bruder.
Nach seinem Schulabschluss absolvierte er von 1979 bis 1982 seine Schauspielausbildung an der Schauspielschule des Odense Teater, wo er auch sein Bühnendebüt als Darsteller hatte und anschließend dort bis zum Jahr 1989 als festes Ensemblemitglied engagiert war. Als Bühnendarsteller wirkte er in zahlreichen Theaterstücken wie beispielsweise in Das Tagebuch der Anne Frank, in Musicals wie West Side Story und in Kabarettprogrammen mit, so unter anderem auch am Folketeatret, am Königlichen Theater Kopenhagen, am Aarhus Teater oder am Theater Helsingør. Er wirkte als Schauspieler vor der Kamera in einigen Filmen und Fernsehserien mit. Harris ist auch als Theaterintendant und Schauspiellehrer tätig.

## Filmografie (Auswahl)
- 1983: Rejseholdet (Fernsehserie)
- 1988: Ved vejen
- 2001: Hotellet (Fernsehserie)